# Johan Harmenberg
Johan Harmenberg Åkerman (* 8. září 1954 Stockholm, Švédsko) je bývalý švédský sportovní šermíř židovského původu, který se specializoval na šerm kordem. Švédsko reprezentoval na přelomu sedmdesátých a osmdesátých let. V roce 1980 startoval na olympijských hrách v Moskvě a v soutěži jednotlivců získal zlatou olympijskou medaili a se švédským družstvem obsadil páté místo. V roce 1977 získal titul mistra světa v soutěži jednotlivců i jako člen silného švédského družstva.